# Korsch-Theater

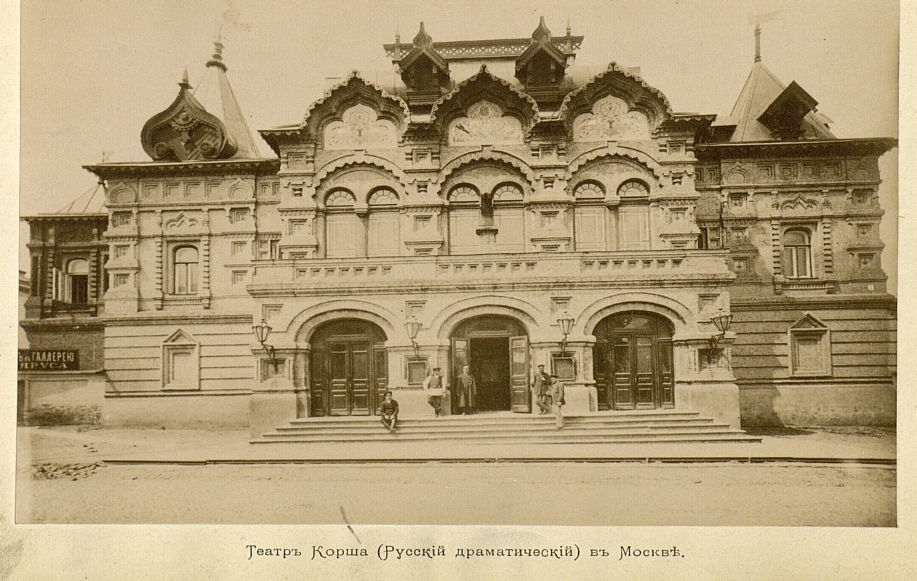
Korsch-Theater in Moskau

Das Korsch-Theater war ein von Michail Nikolajewitsch Tschitschagow erbautes Theater in der russischen Hauptstadt Moskau.
Nachdem 1882 die Monopolstellung des Zaren für Theater aufgehoben und der Bau privater Theater erlaubt wurde erbaute Tschitschagow in der Petrovkastraße auf einem von der Familie Bachruschin gestifteten Grundstück das Theater für den russischen Theaterunternehmer Fjodor Korsch. Der Bau, ein herrschaftlicher roter Backsteinbau, gehörte zu den ersten mit elektrischer Beleuchtung.
Korsch führte zunächst Komödien auf und gewann damit sein Publikum. Später inszenierte er auch ernste Stücke. Jeden Freitag brachte Korsch eine Premiere auf die Bühne, dies brachte ihm auch den Namen Theaterfabrikant ein. Durch die Einführung reduzierter Kartenpreise für Vormittagsvorstellungen und an Feiertagen holte er ein breiteres Publikum ins Theater. Damals bot nur das Korsch-Theater solche Matineen an.
1887 fand in dem Theater die Uraufführung von Anton Tschechows Drama Iwanow statt.
Das in Privatbesitz befindliche Theater ging 1917 in anderen  Besitz über und wurde 1925 zum staatlichen Komödientheater. Im Jahr 1932 wurde es geschlossen und wurde zur Nebenbühne des Moskauer Kunsttheaters. Heutzutage spielt in dem Theater das Theater der Nationen.